# GXO Logistics
GXO Logistics, Inc. (NYSE: GXO) er en amerikansk kontraktlogistikvirksomhed, der varetager outsourcet forsynings- og lagerlogistik for blue-chip kunder i over 30 lande. GXO's hovedkvarter er i Greenwich, Connecticut.
Virksomheden blev etableret i 2021 ved et spin-off af XPO, Inc. kontraktlogistikdivision. I 2023 havde de 1.000 lagre og 131.000 ansatte.